# Hellere rask og rig end syg og fattig
Hellere rask og rig end syg og fattig er en dansk børnefilm fra 1977, der er instrueret af Jannik Hastrup, Jan Kragh-Jacobsen, Li Vilstrup, Malene Ravn og Poul Dupont efter manuskript af Jannik Hastrup og Jan Kragh-Jacobsen.

## Handling
Med en blanding af tegnefilm og dokumentariske optagelser, rejser filmen spørgsmål, der kan stilles til vækstproblematikken. I Danmark vokser forbruget og ressourcerne bliver knappe. Økonomisk vækst er målet, men samtidig problemet. Forholdet til ulandene inddrages.